# Tir amb arc als Jocs Olímpics d'Estiu de 2024
Les proves de Tir amb arc als Jocs Olímpics de París 2024 es van disputar entre el 25 de juliol i el 4 d'agost de 2024, al complex del Palau Nacional dels Invàlids de París. Des de la seva reintroducció al programa olímpic en les Olimpíades de Múnic 1972, el Tir amb arc ha estat present ininterrompudament amb diferents proves, tant masculines com femenines.
L'edició de 2024 va comptar amb les mateixes proves i participants que als Jocs Olímpics de Tòquio 2020. Així doncs, hi van participar 128 atletes (64 en categoria femenina i 64 en categoria masculina), en 5 proves diferents, individual i per equips masculí i femení i la prova per equips mixt.
L'equip de Corea del Sud fou l'autèntic protagonista de la competició, guanyant totes les medalles d'or de les 5 proves olímpiques, a més d'1 medalla de plata i 1 medalla de bronze.

## Calendari de competició
|            | Dj 25   | Dg 28   | Dl 29   | Dm 30   | Dj 1    | Dv 2    | Ds 3    | Dg 4    |
| Masculí    | Masculí | Masculí | Masculí | Masculí | Masculí | Masculí | Masculí | Masculí |
| ---------- | ------- | ------- | ------- | ------- | ------- | ------- | ------- | ------- |
| Individual |         |         |         | Q       | Q       |         |         | F       |
| Equip      | Q       |         | F       |         |         |         |         |         |
| Femení     |         |         |         |         |         |         |         |         |
| Individual |         |         |         | Q       | Q       |         | F       |         |
| Equip      | Q       | F       |         |         |         |         |         |         |
| Mixt       |         |         |         |         |         |         |         |         |
| Equip      | Q       |         |         |         |         | F       |         |         |

Q: Ronda de qualificació o eliminatòria; F: Finals

## Medaller
| Posició | País          | Or | Argent | Bronze | Total |
| ------- | ------------- | -- | ------ | ------ | ----- |
| 1       | Corea del Sud | 5  | 1      | 1      | 7     |
| 2       | França        | 0  | 1      | 1      | 2     |
| 2       | Estats Units  | 0  | 1      | 1      | 2     |
| 4       | Xina          | 0  | 1      | 0      | 1     |
| 4       | Alemanya      | 0  | 1      | 0      | 1     |
| 6       | Mèxic         | 0  | 0      | 1      | 1     |
| 6       | Turquia       | 0  | 0      | 1      | 1     |

## Esdeveniments
| Esdeveniment               | Or                                                           | Plata                                                              | Bronze                                                       |
| Individual Masculí detalls | Corea del Sud · Kim Woo-jin                                  | Estats Units · Brady Ellison                                       | Corea del Sud · Lee Woo-seok                                 |
| Individual femení detalls  | Corea del Sud · Lim Si-hyeon                                 | Corea del Sud · Nam su-Hyeon                                       | França · Lisa Barbelin                                       |
| Equips masculí detalls     | Corea del Sud · Kim Je-deok · Kim Woo-jin · Lee Woo-seok     | França · Baptiste Addis · Thomas Chirault · Jean-Charles Valladont | Turquia · Mete Gazoz · Berkim Tümer · Abdullah Yildirmis     |
| Equips femení detalls      | Corea del Sud · Jeon Hun-young · Lim Si-hyeon · Nam Su-hyeon | R.P. de la Xina · An Qixuan · Li Jiaman · Yang Xiaolei             | Mèxic · Ángela Ruiz · Alejandra Valencia · Ana Paula Vázquez |
| Equips mixt detalls        | Corea del Sud · Kim Woo-jin · Lim Si-hyeon                   | Alemanya · Florian Unruh · Michelle Kroppen                        | Estats Units · Brady Ellison · Casey Kaufhold                |